# Агалега
Агалега — два острови в Індійському океані, що розташовані за 1 100 кілометрів на північ від Маврикію за координатами 10°25′ пд. ш. 56°35′ сх. д. / 10.417° пд. ш. 56.583° сх. д. та управляються цією країною. Загальна площа островів 24 км² (Північний острів 14,3 км² та Південний острів 9,7 км²).
На Північному острові розташована злітно-посадкова смуга, столиця острова — Вен Сенк (французькою «Двадцять п'ять»), а також село Ла Фуш, на Південному острові розташоване село Сент Ріта.
Острови відомі своїми кокосами, вирощування яких є тут основною галуззю, а також агалезьким підвидом геконів (Phelsuma borbonica agalegae Cheke). У свій час на островах не користувалися грошима, а всі платежі здійснювалися за допомогою емітованих урядом ваучерів і списувалися безпосередньо із заробітної плати мешканців.

## Походження назви
Існують три різні версії походження назви Агалега. Одна з гіпотез свідчить, що португальський дослідник Дон Педро де Маскареньяс, назвав Агалегу та острів Сент-Марі (нині — Нусі-Бураха, що поблизу східного узбережжя Мадагаскару), на честь своїх двох вітрильників — «Галега» та «Санта Марія», ще у 1512 році, коли він виявив острови Маврикій і Реюньйон.
Інакше, імовірніше, пояснення пов'язане з галісійським мандрівником Жуаном да Нова, який відкрив острови у 1501 році, працюючи на Португалію. За свідченнями Жана-Батіста Бенуа Ейреса матроси називали Жуана Жан Гальєго. «Гальєго» означає галісієць — тобто походженням із Галісії, що на північному заході Іспанії, а «Агалега» — це те ж, але стосовно жіночої статі.
Ще одна ідея взята з історії, описаної в книзі губернатора, сера Роберта Скотта «Лемурія — малі залежності Маврикію», де він описує відкриття островів у 1509 році португальським мореплавцем Діого Лопесом де Секейрою. За цією версією, Діого назвав острови Байшас да Гейл. «Да Гейл» — на картах регіону згодом трансформувалися у Галера, Галега, і зрештою в сучасні Агалега.

## Історія
Разом з іншими Маскаренськими островами вони могли бути відомими арабським та малайським мореплавцям, хоч такому й не знайдено жодних письмових підтверджень.
Перше поселення на острові засноване М. де Розмондом. Після прибуття на острів у серпні 1808 він виявив знайшов тіла двох людей, що потерпілих корабельну аварію, та пляшку з запискою всередині, яку написав один із них — капер Робер Дюфуа. Один із пагорбів острова — гору Д'Еммерез, названо за ім'ям іншого потерпілого моряка — маврикійця Алелайда Д'Еммереза.
Поштовхом до економічного, інфраструктурного та політичного розвитку островів стало прибуття адміністратора Огюста Ле Дюка у 1827 році, якого прислав М. Барбе організувати виробництво кокосової олії та копри. Нині залишилося чимало історичних пам'яток періоду 1827–1846 років, зроблених рабами. Це зокрема селище Вен Сенк (назване на честь 25 ударів, які давали бунтівним рабам), рабська темниця, Ойл Мілл, цвинтар для білих, та цвинтар для темношкірих. Огюст Ле Дюк також розпочав будівництво моста між двома островами, згодом знесене суворою негодою.
Отець Віктор Малаваль у 1897 році приніс на острів католицтво, як перший місіонер. Він збудував імпровізовану каплицю на Північному острові.
На походження мешканців великий вплив справляла політична ситуація у світі XIX століття (Перехід Маврикію Англії у 1810, скасування работоргівлі, скасування рабства у 1835 році, і прибуття кулі (некваліфікованих азійських робітників)). Раби за походженням мальгаші (малагасійці) чи з індійського Мадрасу, декотрих із них було визволено з суден работорговців, інші були з торгових портів Коморських островів.
Такі народні перекази, як «Візок Блан» та «Мальгаська принцеса» є частиною острівного фольклору, та водночас доносять мову «Madam langaz Seret», яка була за часів рабства. Ця мова є міксом французької та маврикійської креольської, при цьому кожен склад у ній дублюється, а перша приголосна замінюється на «g» (наприклад «Français» стає «frangrançaisgais»). Походження й призначення цієї мови залишається невідомим.
Сьогоднішнє населення острова становить близько 300 осіб, які розмовляють креольською мовою. Панівною релігією є католицтво.
11 грудня 2024 року циклон «Чідо» обрушився на берег поблизу Північного острова, зруйнувавши більшість будинків на острові і залишивши Агалегу без електроенергії.

## Географія
Північний острів завдовжки 12,5 км та 1,5 км завширшки, а Південний острів завдовжки 7 км та завширшки у 4,5 кілометрів. Загальна площа островів 26 км².
Ґрунти, імовірно, коралові.
Найвищою точкою є пагорб Еммер на півночі.

### Клімат
Острови знаходяться у зоні, котра характеризується кліматом тропічних саван. Найтепліший місяць — квітень із середньою температурою 28.3 °C (83 °F). Найхолодніший місяць — липень, із середньою температурою 25.6 °С (78 °F).
| Клімат Агалеги                            | Клімат Агалеги | Клімат Агалеги | Клімат Агалеги | Клімат Агалеги | Клімат Агалеги | Клімат Агалеги | Клімат Агалеги | Клімат Агалеги | Клімат Агалеги | Клімат Агалеги | Клімат Агалеги | Клімат Агалеги | Клімат Агалеги |
| Показник                                  | Січ.           | Лют.           | Бер.           | Квіт.          | Трав.          | Черв.          | Лип.           | Серп.          | Вер.           | Жовт.          | Лист.          | Груд.          | Рік            |
| Абсолютний максимум, °C                   | 37             | 37             | 37             | 38             | 32             | 30             | 31             | 28             | 30             | 32             | 37             | 37             | 38             |
| Середній максимум, °C                     | 29             | 29             | 30             | 30             | 28             | 27             | 27             | 27             | 27             | 28             | 28             | 29             | 28             |
| Середня температура, °C                   | 27             | 27             | 27             | 28             | 27             | 26             | 25             | 25             | 26             | 26             | 27             | 27             | 27             |
| Середній мінімум, °C                      | 25             | 25             | 25             | 26             | 25             | 24             | 23             | 23             | 23             | 24             | 25             | 25             | 25             |
| Абсолютний мінімум, °C                    | 21             | 19             | 21             | 20             | 17             | 17             | 17             | 17             | 17             | 20             | 20             | 17             | 17             |
| Норма опадів, мм                          | 264            | 235            | 173            | 159            | 119            | 84             | 94             | 59             | 52             | 72             | 117            | 172            | 1598           |
| Днів з опадами                            | 18             | 16             | 16             | 15             | 16             | 16             | 19             | 18             | 16             | 16             | 15             | 16             | 197            |
| Днів з дощем                              | 18             | 16             | 16             | 15             | 16             | 16             | 19             | 18             | 16             | 16             | 15             | 16             | 197            |
| ----------------------------------------- | -------------- | -------------- | -------------- | -------------- | -------------- | -------------- | -------------- | -------------- | -------------- | -------------- | -------------- | -------------- | -------------- |
| Джерело: Weatherbase, Weatherbase (опади) |                |                |                |                |                |                |                |                |                |                |                |                |                |

## Економіка
Агалегою керує державна маврикійська компанія Outer Island Development Company (IDOC), яка розвиває віддалені острови. Компанія делегує резидент-менеджера, на кшталт керуючого, який є найвищим органом влади на двох острівцях. Економіка архіпелагу базується переважно на виробництві кокосової олії.

## Інфраструктура
Більшість будинків знаходяться в основних селах — Вен Сінку й Ле Фуршеті на Північному острові та Сен Ріта на Південному. Дорога, що сполучає різні населені пункти має піщане та коралове покриття. На Північному острові розташовані: злітно-посадкова смуга, державна початкова школа «Jacques Le Chartier», поліцейський відділок, метеорологічна станція, центральний телекомунікаційний офіс компанії «Маврикій телеком» та медпункт. На островах відсутня проточна вода. Питна вода збирається жолобами під час злив. Вода для інших цілей видобувається зі свердловин. Електроживлення здійснюється дизельними генераторами, та обмежується кількома годинами. Компанію, що управляє віддаленими островами Агалега та Сент Брендон працює над проектом енергоживлення цих островів за допомогою під'єднання підводного човна.
Агалега сполучається з Маврикієм морським та повітряним шляхами. Злітно-посадкова смуга на острові дає змогу приземлятися суднам малої авіації. На островах немає порту, лише пірс у Сент Джеймс Анкоридж на півночі. Судна Маврикійського морського пароплавства («Pride Mauritius» та «Mauritius Trochetia») стають на якір за 500 метрів від цього місця, у глибокому морі, під час заправки.
Охорона здоров'я забезпечується санітарним лікарем медсестрою. Лікарі з Маврикію здійснюють короткі візити протягом року.
Також протягом року Агалегу відвідує й суддя.
Навчання розпочинається у початковій школі, після закінчення якої люди продовжують освіту в середніх школах Маврикію.

## Індійська оренда
Напочатку грудня 2006 року, індійська газета Times of India, надрукувала низку повідомлень про те, що Маврикій запропонував передати Агалегу Індії в довгострокову оренду для розвитку туристичної інфраструктури.
З огляду на характер політики Маврикію, заснованої на балансі між різними етнічними спільнотами (такі як франкомовні креоли та індо-маврикійці), креоли сприйняли негативно цю пропозицію та виступали проти неї.
У даному Times of India інтерв'ю, маврикійській віце-прем'єр, Ксав'є-Люк Дюваль, креол за походженням, заперечив існування будь-якого наміру поступитися чи надати в оренду островів Індії урядом Маврикію.